# Alfred Birlem
Alfred Birlem (né le 10 janvier 1888 et mort le 13 avril 1956) était un footballeur et arbitre allemand de football. Il fut footballeur au Viktoria 89 Berlin puis fut arbitre FIFA de 1927 à 1939.

## Carrière
Il a officié dans des compétitions majeures : 
- JO 1928 (1 match)
- Championnat d'Allemagne de football 1931-1932 (finale)
- Championnat d'Allemagne de football 1932-1933 (finale)
- Coupe du monde de football de 1934 (1 match)
- Coupe d'Allemagne de football 1934-1935 (finale)
- JO 1936 (1 match)
- Coupe du monde de football de 1938 (1 match)